# Cecropia utcubambana
Espèce
Synonymes
- Cecropia puberula C.C.Berg & P.Franco[1]

Statut de conservation UICN

 VU D2 : Vulnérable
Cecropia utcubambana est une espèce de plantes à fleurs de la famille des Urticaceae.

## Publication originale
- Phytologia 52(3): 157. 1982. (31 octobre 1982)